# Mistrzostwa Czterech Narodów w Łyżwiarstwie Figurowym 2024
Mistrzostwa Czterech Narodów w Łyżwiarstwie Figurowym 2024 – zawody łyżwiarstwa figurowego dla reprezentantów państw Grupy Wyszehradzkiej (Czechy, Polska, Słowacja, Węgry). Zawody rozgrywano od 14 do 16 grudnia 2023 roku na lodowisku Zimni stadion Ludvika Koska w czeskim Turnovie.
Kolejność miejsc zajmowanych przez reprezentantów danego kraju w każdej z konkurencji determinowała wyniki końcowe ich mistrzostw krajowych (2024) w kategorii seniorów oraz w konkurencji par sportowych i tanecznych w kategorii juniorów.
W konkurencji solistów zwyciężył Słowak Adam Hagara, zaś w konkurencji solistek reprezentantka Polski Jekatierina Kurakowa. W parach sportowych (seniorów) zwyciężyli reprezentanci Węgier Marija Pawłowa i Aleksiej Swiatczenko, zaś w parach tanecznych (seniorów) Czesi Kateřina Mrázková i Daniel Mrázek.

## Wyniki

### Kategoria seniorów

#### Soliści
| Poz. | Zawodnik           | Nota łączna | SP | SP    | FS | FS     |
| ---- | ------------------ | ----------- | -- | ----- | -- | ------ |
| 1    | Adam Hagara        | 208,93      | 1  | 73,88 | 1  | 135,05 |
| 2    | Georgii Reshtenko  | 201,17      | 2  | 68,51 | 2  | 132,66 |
| 3    | Władimir Samojłow  | 192,01      | 5  | 62,64 | 3  | 129,37 |
| 4    | Aleksandr Wlasenko | 189,29      | 4  | 66,03 | 4  | 123,26 |
| 5    | Matwiej Jefimienko | 181,75      | 6  | 62,15 | 5  | 119,60 |
| 6    | Filip Scerba       | 174,26      | 3  | 67,18 | 8  | 107,08 |
| 7    | Jakub Lofek        | 173,99      | 8  | 58,84 | 6  | 115,15 |
| 8    | Kornel Witkowski   | 169,40      | 7  | 60,68 | 7  | 108,72 |
| 9    | Miłosz Witkowski   | 150,05      | 9  | 58,70 | 10 | 91,35  |
| 10   | Lukáš Václavík     | 150,05      | 10 | 46,32 | 9  | 101,63 |
| 11   | Aleksiej Wlasenko  | 125,89      | 11 | 37,77 | 11 | 88,12  |

#### Solistki
| Poz. | Zawodniczka           | Nota łączna | SP | SP    | FS | FS     |
| ---- | --------------------- | ----------- | -- | ----- | -- | ------ |
| 1    | Jekatierina Kurakowa  | 171,10      | 1  | 62,04 | 1  | 109,06 |
| 2    | Vanesa Šelmeková      | 157,77      | 4  | 53,97 | 2  | 103,80 |
| 3    | Barbora Vránková      | 155,33      | 5  | 53,22 | 3  | 102,11 |
| 4    | Ema Doboszová         | 144,49      | 3  | 54,79 | 5  | 89,70  |
| 5    | Eliška Březinová      | 144,12      | 2  | 57,71 | 6  | 86,41  |
| 6    | Laura Szczęsna        | 136,43      | 7  | 46,29 | 4  | 90,14  |
| 7    | Regina Schermann      | 133,71      | 6  | 48,45 | 7  | 85,26  |
| 8    | Dária Zsirnov         | 129,73      | 10 | 44,61 | 8  | 85,12  |
| 9    | Karolina Białas       | 126,11      | 8  | 46,18 | 9  | 79,93  |
| 10   | Katinka Anna Zsembery | 121,44      | 9  | 45,78 | 10 | 75,66  |
| 11   | Michaela Vrašťáková   | 113,18      | 11 | 42,84 | 11 | 70,34  |
| 12   | Sara Parkosova        | 105,92      | 13 | 36,14 | 12 | 69,78  |
| 13   | Agnieszka Rejment     | 102,44      | 12 | 37,09 | 14 | 65,35  |
| 14   | Simona Kolenáková     | 96,22       | 14 | 28,56 | 13 | 67,66  |

#### Pary sportowe
| Poz. | Zawodnicy                             | Nota łączna | SP | SP    | FS | FS     |
| ---- | ------------------------------------- | ----------- | -- | ----- | -- | ------ |
| 1    | Marija Pawłowa / Aleksiej Swiatczenko | 196,18      | 1  | 64,87 | 1  | 131,31 |
| 2    | Julija Szczetinina / Michał Woźniak   | 161,58      | 3  | 55,11 | 2  | 106,47 |
| 3    | Barbora Kuciánová / Martin Bidař      | 151,84      | 2  | 56,07 | 3  | 95,77  |

#### Pary taneczne
| Poz. | Zawodnicy                                  | Nota łączna | RD | RD    | FD | FD     |
| ---- | ------------------------------------------ | ----------- | -- | ----- | -- | ------ |
| 1    | Kateřina Mrázková / Daniel Mrázek          | 190,77      | 1  | 74,86 | 1  | 115,91 |
| 2    | Mária Sofia Pucherová / Nikita Łysak       | 166,27      | 3  | 65,56 | 3  | 100,71 |
| 3    | Anna Simova / Kiriłł Aksienow              | 164,17      | 4  | 62,09 | 2  | 102,08 |
| 4    | Marija Ignatjewa / Danijil Szemko          | 162,32      | 2  | 65,58 | 4  | 96,74  |
| 5    | Olivia Oliver / Filip Bojanowski           | 155,71      | 5  | 61,42 | 6  | 94,29  |
| 6    | Sofia Dovhal / Wiktor Kulesza              | 146,18      | 9  | 56,54 | 6  | 89,64  |
| 7    | Anastasija Polibina / Pawieł Gołowisznikow | 145,59      | 6  | 58,15 | 8  | 87,44  |
| 8    | Lucy Hancock / Ilias Fourati               | 145,48      | 7  | 57,26 | 7  | 88,22  |
| 9    | Emese Csiszer / Mark Shapiro               | 141,29      | 8  | 56,72 | 9  | 84,57  |
| 10   | Ołeksandra Borysowa / Aaron Freeman        | 127,16      | 10 | 46,11 | 10 | 81,05  |

### Kategoria juniorów

#### Pary sportowe
| Poz. | Zawodnicy                          | Nota łączna | SP | SP    | FS | FS    |
| ---- | ---------------------------------- | ----------- | -- | ----- | -- | ----- |
| 1    | Debora Anna Cohen / Lukáš Vochozka | 137,58      | 1  | 47,33 | 1  | 90,25 |
| 2    | Nikola Sitková / Oliver Kubacák    | 100,16      | 2  | 37,88 | 2  | 62,28 |

#### Pary taneczne
| Poz. | Zawodnicy                           | Nota łączna | RD | RD    | FD | FD    |
| ---- | ----------------------------------- | ----------- | -- | ----- | -- | ----- |
| 1    | Eliška Žáková / Filip Mencl         | 137,73      | 1  | 53,78 | 1  | 83,95 |
| 2    | Natalie Blaasová / Filip Blaass     | 131,52      | 3  | 47,76 | 2  | 83,76 |
| 3    | Lauren Audrey Batkova / Jacob Yang  | 124,01      | 2  | 53,76 | 4  | 70,25 |
| 4    | Andrea Pšurná / Jachym Novák        | 119,98      | 4  | 45,85 | 3  | 74,13 |
| 5    | Kristyna Stanclova / Karel Kostron  | 108,10      | 5  | 40,61 | 5  | 67,49 |
| 6    | Villo Mira Szilagyi / Istvan Jaracs | 83,31       | 6  | 36,26 | 7  | 47,05 |
| 7    | Klara Vclkova / Tomas Vlcek         | 81,08       | 7  | 30,46 | 6  | 50,62 |

## Medaliści mistrzostw krajowych

### Kategoria seniorów
| Państwo  | Konkurencja   | Złoto                                 | Srebro                         | Brąz                                       |
| -------- | ------------- | ------------------------------------- | ------------------------------ | ------------------------------------------ |
| Czechy   | Soliści       | Georgii Reshtenko                     | Filip Scerba                   | DNS                                        |
| Czechy   | Solistki      | Barbora Vránková                      | Eliška Březinová               | Michaela Vrašťáková                        |
| Czechy   | Pary sportowe | Barbora Kuciánová / Martin Bidař      | DNS                            | DNS                                        |
| Czechy   | Pary taneczne | Kateřina Mrázková / Daniel Mrázek     | DNS                            | DNS                                        |
| Polska   | Soliści       | Władimir Samojłow                     | Matwiej Jefimienko             | Jakub Lofek                                |
| Polska   | Solistki      | Jekatierina Kurakowa                  | Laura Szczęsna                 | Karolina Białas                            |
| Polska   | Pary sportowe | Julija Szczetinina / Michał Woźniak   | DNS                            | DNS                                        |
| Polska   | Pary taneczne | Olivia Oliver / Filip Bojanowski      | Sofia Dovhal / Wiktor Kulesza  | Anastasija Polibina / Pawieł Gołowisznikow |
| Słowacja | Soliści       | Adam Hagara                           | Lukas Vaclavik                 | DNS                                        |
| Słowacja | Solistki      | Vanesa Šelmeková                      | Ema Doboszová                  | Simona Kolenáková                          |
| Słowacja | Pary sportowe | DNS                                   | DNS                            | DNS                                        |
| Słowacja | Pary taneczne | Mária Sofia Pucherová / Nikita Łysak  | Anna Simova / Kiriłł Aksieniow | DNS                                        |
| Węgry    | Soliści       | Aleksandr Wlasenko                    | Aleksiej Wlasenko              | DNS                                        |
| Węgry    | Solistki      | Regina Schermann                      | Dária Zsirnov                  | Katinka Anna Zsembery                      |
| Węgry    | Pary sportowe | Marija Pawłowa / Aleksiej Swiatczenko | DNS                            | DNS                                        |
| Węgry    | Pary taneczne | Marija Ignatjewa / Danijil Szemko     | Lucy Hancock / Ilias Fourati   | Emese Csiszer / Mark Shapiro               |